# 屏峰站
屏峰站（工程名工业大学站）是杭州地铁3号线支线的一个车站。位于中华人民共和国浙江省杭州市西湖区留下街道留和路与东和路交叉口东侧，沿留和路东西向布置。北侧为浙江工业大学，南侧为浙江外国语学院。

## 车站结构
屏峰站主体为地下二层双岛式站台。车站主体结构为双柱三跨现浇钢筋混凝土框架结构。车站外包总长为473.5m，标准段结构宽度为31.5m，车站结构净高为13.45m（基坑深度约为16.75m），站台宽度为9.5 m×2；车站设出入口通道18个（12个疏散口、6个常规出入口）、风亭4个，车站总建筑面积37261.20平方米。

### 楼层分布
| 1层  | 地面     | 出入口                           |  |  |
| -1层 | 站厅     | 自动售票机、客服中心、车站控制室 |  |  |
| -2层 |          | █ 3号线 往石马（小和山）         |  |  |
|      | 岛式站台 |                                  |  |  |
|      |          | █ 3号线 存车线                   |  |  |
|      | 岛式站台 |                                  |  |  |
|      |          | █ 3号线 往星桥（留下）           |  |  |

### 设计
屏峰站以校园文化为创作主题，运用孔板和水泥元素塑造简洁空间，点缀明亮块面和中英文励志诗句及数学公式，表达青春与学习的设计内涵。
- 站厅
- 站厅
- 往石马方向站台
- 大字壁
- 车站西南方向设有小和山停车场出入场线

### 出入口
| 编号                                                        | 出口标识   | 建议前往的目的地                              |
| ----------------------------------------------------------- | ---------- | --------------------------------------------- |
| A                                                           | 留和路南侧 | 留和路 浙江外国语学院、杭州市绿色能源体验中心 |
| B                                                           | 留和路北侧 | 留和路 浙江工业大学（屏峰校区）               |
| C1 · （暂未开通）                                           | 留和路南侧 | 留和路、外语路 浙江外国语学院、杭州外国语学校 |
| C2                                                          | 留和路北侧 | 留和路 浙江工业大学（屏峰校区）               |
| D                                                           | 留和路南侧 | 留和路 浙江外国语学院                         |
| 註： 设有卫生间 \| 设有第三卫生间 \| 设有母婴室 \| 设有电梯 |            |                                               |

## 接驳交通
- 杭州公交

A、B口：上埠
- 杭州公共自行车

## 历史
- 2018年11月3日，车站开工。[8]
- 2021年12月8日，杭州市政府批复本站名称为屏峰站[1]。
- 2022年6月10日，车站启用[9]。
- 2024年12月6日，C2出口启用[10]。

## 轶事
本站工程名为工业大学站，曾于命名阶段时征求意见名为“浙工大屏峰站”，但本站北侧为浙江工业大学外，南侧另有一所高校为浙江外国语学院，引发部分浙江外国语学院师生不满，引发争议，最终本站名称批复为为屏峰站，未采用任何一所大学作为车站名称。